# Gay (revista)
Gay fue la primera revista gay de Toronto, publicada casi simultáneamente con ASK Newsletter, junto con las primeras revistas gay de Canadá. La revista se imprimió por primera vez el 30 de marzo de 1964. La primera publicación periódica en usar "Gay" en su título. Producida por cuatro hombres de Toronto en una empresa comercial, la Gay Publishing Company, Gay publicó artículos "serios", cartas al editor, un diario, columnas de chismes, un artículo llamado "Gabrial Club", poesía, ficción, política y un discreto columna personal. Gay fue ilustrado, generalmente con fotografías de drag queens, pero también sacó fotografías físicas.
Destinado a una audiencia gay "convencional" (mainstream), reflejaba un reformismo cauteloso, defendiendo los derechos y la normalidad de un electorado que vive en un entorno hostil. Esto no fue diferente del activismo político que surgió en algunas grandes ciudades estadounidenses y europeas antes de un activismo más confrontacional. Gay también publicó artículos sobre redadas policiales en bares de Toronto y sobre los llamados a un cambio social y político que comenzaban a surgir.
El primer número de 500 copias se agotó casi de inmediato. Con una tirada de 2000 copias en el tercer número, la revista se distribuyó a varios puntos de venta en Toronto y Montreal. Poco después, Gay se expandió a los Estados Unidos como Gay International. Rápidamente superó la distribución de las publicaciones estadounidenses y, en la primavera de 1965, estaba distribuyendo 20.000 copias en América del Norte y vendiendo alrededor de 8000. La publicación terminó en 1966 cuando se presentaron cargos penales contra uno de sus creadores centrales.